# Il canto della foresta
Il canto o La canzone della foresta o dei boschi (in ucraino Лісова пісня?, Lisova pisnja) è un poema lirico, adattato anche per il teatro in tre atti, opera dalla poetessa ucraina Larysa Petrivna Kosač-Kvitka, in arte Lesja Ukraïnka, che scrisse nel 1911 mentre risiedeva nella città georgiana di Kutaisi, e venne pubblicato l'anno seguente. Fu rappresentato per la prima volta il 22 novembre 1918, presso il Teatro nazionale del dramma di Kiev. Questo è uno dei primi esempi di opere del genere fantasy nella letteratura ucraina.

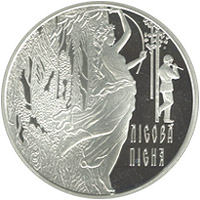
Lukaš e Mavka incisi sul rovescio della moneta giubilare d'argento della BNU.

Dal racconto è stato tratto il film del 2023 Mavka e la foresta incantata, realizzato dallo studio Animagrad.